# Disciphania inversa
Disciphania inversa är en tvåhjärtbladig växtart som beskrevs av Rupert Charles Barneby. Disciphania inversa ingår i släktet Disciphania och familjen Menispermaceae. Inga underarter finns listade i Catalogue of Life.